# Franz Frese

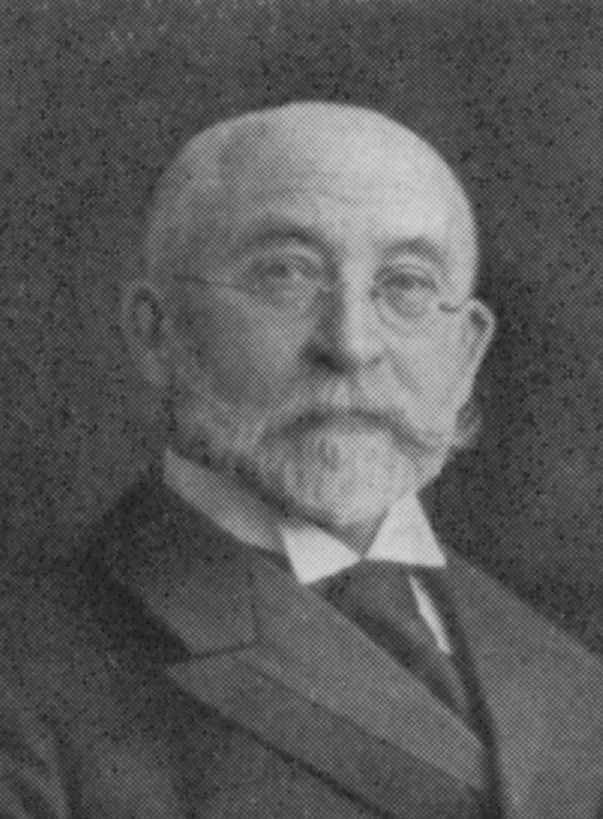
Franz Frese, um 1931

Franz Frese (* 28. Dezember 1850 in Dannhorst, Kreis Celle; † 6. Januar 1932 in Hannover) war ein deutscher Ingenieur für Maschinenbau und Professor an der Königlich Technischen Hochschule Hannover.

## Leben
Franz Frese studierte an der Technischen Hochschule in Hannover und wurde dort Mitglied des Corps Hannovera. Ab 1871 hielt er als Assistent an der Polytechnischen Schule bei Moritz Rühlmann Vorträge zu Werkzeugmaschinen und leitete Messübungen. Ab August 1871 arbeitete er zunächst parallel als Ingenieur in der Strousbergschen Fabrik, von 1875 bis 1880 dann als Konstrukteur in der Maschinenfabrik von Albert Knoevenagel. 1880 habilitierte sich Franz Frese an der TH Hannover als einer der ersten für das Fach Maschinenbau und war anschließend bis 1883 als Privatdozent an der Hochschule tätig. 1883 wurde er Dozent, und 1887 erhielt er einen Lehrstuhl als etatmäßiger Professor für Maschinenbau. 1896 war sein neu gegründetes „Maschinen-Ingenieur-Laboratorium“ das dritte ingenieurwissenschaftliche Laboratorium der Hochschule. Von 1910 bis 1911 war er Rektor der Hochschule. 1920 wurde er emeritiert.
Franz Frese war Mitglied des Deutschen Alpenvereins und wirkte um die Jahrhundertwende im Vorstand der Sektion Hannover mit. Er war auch seit 1872 Mitglied des Vereins Deutscher Ingenieure (VDI) und des Hannoverschen Bezirksvereins des VDI. Er war mehrmals im Vorstand des Bezirksvereins vertreten und saß diesem im Jahr 1890 vor.

## Auszeichnungen
- Geheimer Regierungsrat
- 1920: Ehrendoktorwürde der Ingenieurwissenschaften der TH Darmstadt
- 1920: Ehrenmitglied des Hannoverschen Bezirksvereins des VDI[1]
- 1930: Karmarsch-Denkmünze[1]

## Schriften
- Geschichtliche Entwicklung des Maschinen-Ingenieur-Laboratoriums an der Technischen Hochschule Hannover bis zum Jahre 1920. Hannover 1926.
- Das alte Maschinen-Ingenieurlaboratorium. In: 100 Jahre TH Hannover. Hannover 1931, S. 252–292.